# Olesya Barel
Olessia Ivanovna Barel (en russe : Олеся Ивановна Барель), née le 9 février 1960 à Kostroma, en RSFS de Russie, est une joueuse russe de basket-ball. Elle évolue durant sa carrière au poste de pivot.

## Palmarès
- 3e aux Jeux olympiques 1988
- Championne du monde 1983
- Finaliste du championnat du monde 1986
- Championne d'Europe 1980
- Championne d'Europe 1981
- Championne d'Europe 1983
- Championne d'Europe 1985
- Championne d'Europe 1987
- Championne d'Europe 1989
- MVP du championnat de France 1990-1991